# 森塔
森塔是塞爾維亞伏伊伏丁那自治省北巴納特區的市镇，位於蒂薩河畔、地理上的巴奇卡地區。市镇面积为293平方公里，2022年人口数量为17,953人，中心城镇内的人口数量则为14,452人。
考古證據表明，這裡自史前時代就有人居住。森塔有新石器時代的遺跡。斯拉夫人和匈牙利人都曾在這裡生活。奧斯曼土耳其也統治過森塔。哈布斯堡君主國在奧斯曼之後統治這裡。森塔的主要居民是匈牙利人。

## 外部連結
- 官方网站  （塞爾維亞語和匈牙利語）
- Atila Pejin - Istorijat Sente / History of Senta （页面存档备份，存于） （塞爾維亞語）